# Siêu cúp Anh 2000
FA Charity Shield 2000 là trận đấu FA Charity Shield thứ 78, một trận đấu bóng đá thường niên giữa đội vô địch của Premier League và FA Cup mùa giải trước đó. Trận đấu diễn ra giữa Manchester United, đội vô địch Premier League 1999–2000, và Chelsea, đội vô địch FA Cup 1999–2000, với kết quả 2–0 nghiêng về Chelsea. Các bàn thắng được ghi do công của Jimmy Floyd Hasselbaink và Mario Melchiot. Roy Keane bị truất quyền thi đấu sau pha va chạm với Gustavo Poyet và trở thành người cuối cùng bị truất quyền thi đấu tại Sân vận động Wembley cũ.
Chữ kỷ kỷ lục của Chelsea Hasselbaink ghi tên lên bảng tỉ số trong trận đầu ra mắt Chelsea, sau pha đánh đầu ngược chuyền bóng của Poyet khiến bóng lệch khỏi Jaap Stam. Melchiot ghi bàn thắng phút thứ 73, một cú sút chìm bằng chân trái đánh bại Fabien Barthez. Đây cũng là trận đấu đầu tiên của những cầu thủ mới của Chelsea là Mario Stanić và Eiður Guðjohnsen. Thủ môn Fabien Barthez cũng có trận ra mắt cho Manchester United.

## Chi tiết trận đấu
| Chelsea                        | 2–0      | Manchester United |
| ------------------------------ | -------- | ----------------- |
| Hasselbaink 22' · Melchiot 73' | Chi tiết |                   |

| Chelsea | Manchester United |

| GK               | 1  | Ed de Goey              |  |     |
| RB               | 15 | Mario Melchiot          |  |     |
| CB               | 5  | Frank Leboeuf           |  |     |
| CB               | 6  | Marcel Desailly         |  |     |
| LB               | 3  | Celestine Babayaro      |  |     |
| RM               | 12 | Mario Stanić            |  |     |
| CM               | 16 | Roberto Di Matteo       |  | 70' |
| CM               | 11 | Dennis Wise (c)         |  |     |
| LM               | 8  | Gustavo Poyet           |  | 77' |
| CF               | 9  | Jimmy Floyd Hasselbaink |  |     |
| CF               | 25 | Gianfranco Zola         |  | 73' |
| Dự bị:           |    |                         |  |     |
| GK               | 23 | Carlo Cudicini          |  |     |
| DF               | 14 | Graeme Le Saux          |  | 77' |
| DF               | 21 | Bernard Lambourde       |  |     |
| MF               | 18 | Gabriele Ambrosetti     |  |     |
| MF               | 20 | Jody Morris             |  | 70' |
| FW               | 19 | Tore André Flo          |  |     |
| FW               | 22 | Eiður Guðjohnsen        |  | 73' |
| Huấn luyện viên: |    |                         |  |     |
| Gianluca Vialli  |    |                         |  |     |

| GK                | 1  | Fabien Barthez       |     |     |
| RB                | 2  | Gary Neville         |     |     |
| CB                | 5  | Ronny Johnsen        |     |     |
| CB                | 27 | Mikaël Silvestre     |     | 19' |
| LB                | 3  | Denis Irwin          |     |     |
| RM                | 7  | David Beckham        |     |     |
| CM                | 16 | Roy Keane (c)        | 62' |     |
| CM                | 18 | Paul Scholes         | 81' |     |
| LM                | 11 | Ryan Giggs           |     | 78' |
| CF                | 20 | Ole Gunnar Solskjær  |     | 70' |
| CF                | 10 | Teddy Sheringham     |     | 70' |
| Dự bị:            |    |                      |     |     |
| GK                | 17 | Raimond van der Gouw |     |     |
| DF                | 6  | Jaap Stam            |     | 19' |
| DF                | 12 | Phil Neville         |     |     |
| MF                | 8  | Nicky Butt           |     |     |
| MF                | 25 | Quinton Fortune      |     | 78' |
| FW                | 9  | Andy Cole            |     | 70' |
| FW                | 19 | Dwight Yorke         |     | 70' |
| Huấn luyện viên:  |    |                      |     |     |
| Sir Alex Ferguson |    |                      |     |     |

| Điều lệ - 90 phút. - Sút luân lưu nếu tỉ số hòa. - Đăng ký bảy cầu thủ. - Thay tối đa sáu cầu thủ. |